# Leucobryum sanctum
Leucobryum sanctum är en bladmossart som beskrevs av Georg Ernst Ludwig Hampe 1843. Leucobryum sanctum ingår i släktet Leucobryum och familjen Dicranaceae. Inga underarter finns listade i Catalogue of Life.